# Jimmy Joker
Paul Jimmy Thörnfeldt (nacido el 14 de marzo de 1976), también conocido profesionalmente como Jimmy Joker o simplemente Joker, es un compositor y productor discográfico sueco. Ha participado varias veces como compositor en Melodifestivalen y en el Festival de la Canción de Eurovisión.

## Biografía
Jimmy "Joker" Thörnfeldt es un nombre bien establecido entre los compositores internacionales. Ha trabajado con artistas como One Direction, Jennifer Lopez, Lady Gaga, Pitbull y Enrique Iglesias . En 2016, el álbum Dale de Pitbull, al que Thörnfeldt contribuyó como compositor y productor, ganó un Grammy en la categoría de mejor álbum alternativo o rock latino. 
Desde 2021, Thörnfeldt ha participado como compositor en varias candidaturas a la selección nacional sueca para el Festival de la Canción de Eurovisión, Melodifestivalen. También ha tomado parte en numerosas ocasiones en el Festival de la Canción de Eurovisión como compositor. 

## Discografía como compositor

### Candidaturas al Festival de la Canción de Eurovisión
| Año  | País       | Canción                | Artista           | Otros compositores | Final | Puntos | Semi           | Puntos         |
| ---- | ---------- | ---------------------- | ----------------- | --- | ----- | ------ | -------------- | -------------- |
| 2021 | Chipre     | "El diablo"            | Elena Tsagrinou   | Laurell Barker, Oxa, Thomas Stengaard | 16    | 94     | 6              | 170            |
| 2021 | San Marino | "Adrenalina"           | Senhit            | Chanel Tukia, Tramar Dillard, Joy Deb, Kenny Silverdique, Linnea Deb, Malou Linn Eloise Ruotsalainen, Senhit Zadik Zadik, Suzi Pancenkov, Thomas Stengaard | 22    | 50     | 9              | 118            |
| 2021 | Suecia     | "Voices"               | Tusse             | Joy Deb, Linnea Deb, Anderz Wrethov | 14    | 109    | 7              | 142            |
| 2023 | Chipre     | "Break a Broken Heart" | Andrew Lambrou    | Jimmy Jansson, Marcus Winther-John, Thomas Stengaard | 12    | 126    | 7              | 94             |
| 2023 | Suecia     | "Tattoo"               | Loreen            | Jimmy Jansson, Lorine Talhaoui, Moa Carlebecker, Peter Boström, Thomas G:son                                                                               | 1     | 583    | 2              | 135            |
| 2024 | Austria    | "We Will Rave"         | Kaleen            | Anderz Wrethov, Julie Aagaard, Thomas Stengaard | 24    | 24     | 9              | 46             |
| 2024 | Suecia     | "Unforgettable"        | Marcus & Martinus | Joy Deb, Linnea Deb, Marcus Gunnarsen, Martinus Gunnarsen                                                                                                  | 9     | 174    | País anfitrión | País anfitrión |

### Producciones notables
- 2010: Usher: "More"
- 2011: Jennifer Lopez: "Papi"
- 2011: Jennifer Lopez: “Invading My Mind”
- 2011: Jennifer Lopez: " Hypnotico"
- 2011: Jennifer Lopez: "Charge Me Up"
- 2011: Nicole Scherzinger: “Poison”
- 2011: Nicole Scherzinger: “Say Yes”
- 2011: Nicole Scherzinger: "Everybody"
- 2011: Pitbull: "Rain Over Me"
- 2020: Basshunter: "Angels Ain't Listening"

### Candidaturas a Melodifestivalen
- 2011: Love Generation: "Dance Alone" (Andra Chansen)
- 2021: Tusse: "Voices" (1.er puesto)
- 2021: Eric Saade: “Every Minute” (2.º puesto)
- 2021: Álvaro Estrella : "Bailá Bailá" (10.° puesto)
- 2021: Emil Assergård: "Om allting skiter sig" (5.º puesto en la eliminatoria)
- 2021: Kadiatou: "One Touch" (6.º puesto en la eliminatoria)
- 2022: Medina: “In i dimman” (3.er puesto)
- 2022: Liamoo: "Bluffin" (4.º puesto)
- 2022: Klara Hammarström: "Run to the Hills" (6.º puesto)
- 2022: Theoz: "Som du vill" (7.º puesto)
- 2022: Álvaro Estrella: "Suave" (Semifinal)
- 2022: Malou Prytz: "Bananas" (7º puesto en la eliminatoria)
- 2023: Loreen: "Tattoo" (1.er puesto)
- 2023: Marcus & Martinus: "Air" (2.º puesto)
- 2023: Smash Into Pieces: "Six Feet Under" (3.er puesto)
- 2023: Kiana : "Where Did You Go" (6.º puesto)
- 2023: Paul Rey: "Royals" (7.º puesto)
- 2023: Tone Sekelius: "Rhythm of My Show" (12.º puesto)
- 2024 : Albin Tingwall: "Done Getting Over You" (7.º puesto en la ronda de segunda oportunidad)
- 2024: Liamoo: "Dragon" (5.º puesto)
- 2024: Marcus & Martinus: "Unforgettable" (1.er puesto)
- 2024: Maria Sur: “When I'm Gone” (7.º puesto)
- 2024: Medina: "Que Sera" (2.º puesto)
- 2024: Smash Into Pieces: "Heroes Are Calling" (3.er puesto)
- 2025: Angelino: "Teardrops" (por determinar)
- 2025: Arwin: "This Dream of Mine" (por determinar)
- 2025: Kaliffa: "Salute" (por determinar)
- 2025: Maja Ivarsson : "Kamikaze Life" (por determinar)
- 2025: Malou Prytz : "24K Gold" (por determinar)
- 2025: Scarlet : "Sweet N' Psycho" (por determinar)